# Сімоне Коломбо
Сімоне Коломбо (італ. Simone Colombo; нар. 28 серпня 1963) — колишній італійський тенісист.
Найвищу одиночну позицію світового рейтингу — 60 місце досяг 17 листопада 1986, парну — 68 місце — 11 вересня 1989 року.
Здобув 1 одиночний та 5 парних титулів.
Найвищим досягненням на турнірах Великого шолома було 2 коло в одиночному та парному розрядах.

## Фінали за кар'єру

### Одиночний розряд (1 перемога)
| Результат | W-L | Дата | Турнір             | Покриття | Суперник    | Рахунок       |
| --------- | --- | ---- | ------------------ | -------- | ----------- | ------------- |
| Перемога  | 1–0 | 1986 | Сен-Венсан, Італія | Ґрунт    | Пол Макнамі | 2–6, 6–3, 7–6 |

### Парний розряд (5–1)
| Результат | W-L | Дата | Турнір          | Покриття | Партнер              | Суперники                        | Рахунок       |
| --------- | --- | ---- | --------------- | -------- | -------------------- | -------------------------------- | ------------- |
| Перемога  | 1–0 | 1985 | Болонья, Італія | Ґрунт    | Паоло Кане           | Хорді Арресе Альберто Тоус       | 7–5, 6–4      |
| Перемога  | 2–0 | 1986 | Болонья, Італія | Ґрунт    | Паоло Кане           | Клаудіо Панатта Блейн Вілленборг | 6–1, 6–2      |
| Перемога  | 3–0 | 1986 | Палермо, Італія | Ґрунт    | Паоло Кане           | Клаудіо Медзадрі Джанні Оклеппо  | 7–5, 6–3      |
| Поразка   | 3–1 | 1988 | Барі, Італія    | Ґрунт    | Франческо Канчелотті | Томас Мустер Клаудіо Панатта     | 3–6, 1–6      |
| Перемога  | 4–2 | 1989 | Барі, Італія    | Ґрунт    | Клаудіо Медзадрі     | Серхіо Касаль Хав'єр Санчес      | 0–6, 6–3, 6–3 |
| Перемога  | 5–2 | 1989 | Сан-Марино      | Ґрунт    | Клаудіо Медзадрі     | Пабло Альбано Ґуставо Луса       | 6–4, 6–1      |